# Alejandro Castro
Alejandro Castro Flores (Città del Messico, 27 marzo 1987) è un ex calciatore messicano, di ruolo difensore.